# Campeonato Baiano de Futebol de 2016 - Segunda Divisão
A Segunda Divisão do Campeonato Baiano de Futebol de 2016 será a 47.ª edição da competição realizada no estado da Bahia e organizada pela Federação Bahiana de Futebol. Equivale ao segundo nível da campeonato baiano da modalidade.

## Regulamento
Os seis clubes são reunidos em um mesmo grupo, no qual todos se enfrentam em jogos de ida e volta. O sistema de pontos corridos é mantido e os dois primeiros colocados da fase avançam à final. Ambos disputam, em jogos de ida e volta, o título e a vaga pelo acesso à Primeira Divisão de 2017. Além dos troféus de campeão e vice, as duas equipes ainda garantem vagas na Copa Governador do Estado, na qual se disputa uma das vagas baianas na Copa do Brasil.

## Participantes
| Clube                                   | Cidade              | Estádio (Mando) | Em 2015          | Títulos (mais recente) |
| --------------------------------------- | ------------------- | --------------- | ---------------- | ---------------------- |
| Atlântico Esporte Clube                 | Lauro de Freitas    | Pituaçu         | Não participou   | 0 (não possui)         |
| Alagoinhas Atlético Clube               | Alagoinhas          | Carneirão       | 8º (2° Divisão)  | 0 (não possui)         |
| Catuense Futebol S/A                    | Catu                | Carneirão       | 11º (1° Divisão) | 0 (não possui)         |
| Juazeiro Social Clube                   | Juazeiro            | Adauto Moraes   | 3º (2° Divisão)  | 2 (2010)               |
| Associação Atlética Teixeira de Freitas | Teixeira de Freitas | Tomatão         | Não participou   | 0 (não possui)         |
| Esporte Clube Ypiranga                  | Salvador            | Pituaçu         | 5º (2° Divisão)  | 2 (1990)               |

## Locais de disputa
| | Atlântico |                     |
| Pituaçu | |                     |
| | |                     |
| Atlético de Alagoinhas | \| Atlântico Atlético Catuense Juazeiro Teixeira de Freitas YpirangaLocalização das cidades-sede das equipes participantes da Segunda Divisão de 2016. \| | Catuense            |
| Carneirão | \| Atlântico Atlético Catuense Juazeiro Teixeira de Freitas YpirangaLocalização das cidades-sede das equipes participantes da Segunda Divisão de 2016. \| | Carneirão           |
| | \| Atlântico Atlético Catuense Juazeiro Teixeira de Freitas YpirangaLocalização das cidades-sede das equipes participantes da Segunda Divisão de 2016. \| |                     |
| Juazeiro | \| Atlântico Atlético Catuense Juazeiro Teixeira de Freitas YpirangaLocalização das cidades-sede das equipes participantes da Segunda Divisão de 2016. \| | Teixeira de Freitas |
| Adauto Moraes | \| Atlântico Atlético Catuense Juazeiro Teixeira de Freitas YpirangaLocalização das cidades-sede das equipes participantes da Segunda Divisão de 2016. \| | Tomatão             |
| | \| Atlântico Atlético Catuense Juazeiro Teixeira de Freitas YpirangaLocalização das cidades-sede das equipes participantes da Segunda Divisão de 2016. \| |                     |
| | Ypiranga |                     |
| Pituaçu | |                     |
| | |                     |
| Atlântico Atlético Catuense Juazeiro Teixeira de Freitas YpirangaLocalização das cidades-sede das equipes participantes da Segunda Divisão de 2016. | |                     |

## Primeira fase

### Jogos
Para ler a tabela, a linha horizontal representa os jogos da equipe como mandante. A coluna vertical indica os jogos da equipe como visitante.
| Jogos "clássicos" estão em negrito. | Vitória do mandante. | Vitória do visitante. | Empate. |

|                        | AAL   | ATC   | CAT   | JUA   | TEI   | YPI   |
| ---------------------- | ----- | ----- | ----- | ----- | ----- | ----- |
| Atlântico              | —     | 1 - 1 | 5 - 1 | 1 - 1 | 2 - 0 | 3 - 1 |
| Atlético de Alagoinhas | 1 - 0 | —     | 1 - 0 | 0 - 0 | 1 - 4 | 3 - 1 |
| Catuense               | 2 - 2 | 1 - 0 | —     | 5 - 3 | 0 - 2 | 0 - 0 |
| Juazeiro               | 0 - 1 | 3 - 1 | 1 - 2 | —     | 1 - 6 | 2 - 4 |
| Teixeira de Freitas    | 0 - 1 | 2 - 1 | 1 - 0 | 2 - 1 | —     | 3 - 2 |
| Ypiranga               | 3 - 0 | 2 - 2 | 4 - 1 | 1 - 0 | 2 - 0 | —     |

## Final
| 18 de setembro | Atlântico  | 1 – 0          | Teixeira de Freitas | Pituaçu, Salvador                                                             |
| 16:00          | Junior 72' | Súmula Borderô |                     | Público: 279 Renda: R$ 5.010 00 Árbitro: BA Ricarle Gustavo Gonçalves Batista |

| 25 de setembro | Teixeira de Freitas | 1 – 2          | Atlântico                        | Tomatão, Teixeira de Freitas                                     |
| 16:00          | Dinda 51'           | Súmula Borderô | Dionisio 35' (pen.) · Junior 82' | Público: 1,559 Renda: R$ 45.900 00 Árbitro: BA Diego Pombo Lopez |

## Premiação
| Campeão Baiano de 2016 - Segunda Divisão |
| Lauro de Freitas                         |
| ---------------------------------------- |
| ATLÂNTICO (1° título)                    |

## Estatísticas

### Artilharia
Atualizado até 15 de setembro.
| Gols | Jogador      | Time                |
| ---- | ------------ | ------------------- |
| 7    | Ebinho       | Juazeiro            |
| 6    | Halef        | Atlântico           |
| 5    | Robert       | Teixeira de Freitas |
| 4    | Miro Bahia   | Atlântico           |
| 4    | Lourival     | Ypiranga            |
| 4    | Peixoto      | Ypiranga            |
| 3    | 5 jogadores  | 5 jogadores         |
| 2    | 8 jogadores  | 8 jogadores         |
| 1    | 30 jogadores | 30 jogadores        |

### Maiores públicos
Esses são os dez maiores públicos do Campeonato:
| Nº | Público | Mandante               | Placar | Visitante              | Estádio          | Data           | Rodada    |
| -- | ------- | ---------------------- | ------ | ---------------------- | ---------------- | -------------- | --------- |
| 1  | 9 475   | Ypiranga               | 1–0    | Juazeiro               | Arena Fonte Nova | 23 de julho    | 3ª rodada |
| 2  | 1 660   | Catuense               | 1–0    | Atlético de Alagoinhas | Carneirão        | 23 de julho    | 3ª rodada |
| 3  | 1 559   | Teixeira de Freitas    | 1–2    | Atlântico              | Tomatão          | 25 de setembro | Final     |
| 4  | 644     | Atlético de Alagoinhas | 1–0    | Atlântico              | Carneirão        | 16 de julho    | 2ª rodada |
| 5  | 520     | Teixeira de Freitas    | 2–1    | Atlético de Alagoinhas | Tomatão          | 10 de julho    | 1ª rodada |
| 6  | 442     | Atlético de Alagoinhas | 3–1    | Ypiranga               | Carneirão        | 31 de julho    | 4ª rodada |
| 7  | 427     | Teixeira de Freitas    | 0–1    | Atlântico              | Tomatão          | 24 de julho    | 3ª rodada |
| 8  | 364     | Ypiranga               | 2–0    | Teixeira de Freitas    | Pituaçu          | 17 de julho    | 2ª rodada |
| 9  | 336     | Teixeira de Freitas    | 2–1    | Juazeiro               | Tomatão          | 27 de agosto   | 7ª rodada |
| 10 | 279     | Atlântico              | 1–0    | Teixeira de Freitas    | Pituaçu          | 18 de setembro | Final     |

### Menores públicos
Esses são os dez maiores públicos do Campeonato:
| Nº | Público | Mandante  | Placar | Visitante              | Estádio       | Data           | Rodada     |
| -- | ------- | --------- | ------ | ---------------------- | ------------- | -------------- | ---------- |
| 1  | 17      | Catuense  | 5–3    | Juazeiro               | Carneirão     | 7 de setembro  | 9ª rodada  |
| 2  | 21      | Juazeiro  | 0–1    | Atlântico              | Adauto Moraes | 11 de setembro | 10ª rodada |
| 3  | 39      | Juazeiro  | 2–4    | Ypiranga               | Adauto Moraes | 3 de setembro  | 8ª rodada  |
| 4  | 69      | Juazeiro  | 3–1    | Atlético de Alagoinhas | Adauto Moraes | 13 de agosto   | 5ª rodada  |
| 5  | 78      | Juazeiro  | 1–6    | Teixeira de Freitas    | Adauto Moraes | 30 de julho    | 4ª rodada  |
| 6  | 116     | Catuense  | 2–2    | Atlântico              | Carneirão     | 30 de julho    | 4ª rodada  |
| 7  | 136     | Atlântico | 5–1    | Catuense               | Pituaçu       | 27 de agosto   | 7ª rodada  |
| 8  | 142     | Ypiranga  | 4–1    | Catuense               | Pituaçu       | 11 de setembro | 10ª rodada |
| 9  | 153     | Juazeiro  | 1–2    | Catuense               | Adauto Moraes | 16 de julho    | 2ª rodada  |
| 10 | 163     | Catuense  | 0–2    | Teixeira de Freitas    | Carneirão     | 13 de agosto   | 5ª rodada  |

### Médias de público
Essas são as médias de público dos clubes no Campeonato. Considera-se apenas os jogos da equipe como mandante e o público pagante:
| 1. Ypiranga – 2.069 2. Teixeira de Freitas – 551 3. Catuense – 436 | 1. Atlético de Alagoinhas – 290 2. Atlântico – 211 3. Juazeiro – 72 |

### Médias de público por estádio
Essas são as médias de público dos estádios no Campeonato. Considera-se apenas o público pagante:
| 1. Arena Fonte Nova – 9.475 2. Tomatão – 551 3. Carneirão – 388 | 1. Pituaçu – 214 2. Adauto Moraes – 72 |

### Desempenho dos clubes

#### Desempenho por rodada da primeira fase
Tabelas mostrando o desempenho dos clubes.
|                        | 1ªR | 2ªR | 3ªR | 4ªR | 5ªR | 6ªR | 7ªR | 8ªR | 9ªR | 10ªR |
| ---------------------- | --- | --- | --- | --- | --- | --- | --- | --- | --- | ---- |
| Atlântico              | 2º  | 6º  | 3º  | 5º  | 5º  | 3º  | 2º  | 2º  | 2º  | 2º   |
| Atlético de Alagoinhas | 6º  | 3º  | 4º  | 4º  | 4º  | 5º  | 4º  | 4º  | 4º  | 4º   |
| Catuense               | 4°  | 2º  | 2º  | 1º  | 3º  | 4º  | 5º  | 5º  | 5º  | 5º   |
| Juazeiro               | 3°  | 5º  | 6º  | 6º  | 6º  | 6º  | 6º  | 6º  | 6º  | 6º   |
| Teixeira de Freitas    | 1º  | 4º  | 5º  | 3º  | 2º  | 1º  | 1º  | 1º  | 1º  | 1º   |
| Ypiranga               | 5º  | 1º  | 1º  | 2º  | 1º  | 2º  | 3º  | 3º  | 3º  | 3º   |

|  |                               |
|  | Zona de classificação à final |

#### Desempenho por zona da primeira fase
Atualizado até a 10ª rodada
Rodadas na liderança
1. Teixeira de Freitas – 6
2. Ypiranga – 3
3. Catuense – 1

| Rodadas | Rodadas | Rodadas | Rodadas | Rodadas | Rodadas | Rodadas | Rodadas | Rodadas | Rodadas |
| ------- | ------- | ------- | ------- | ------- | ------- | ------- | ------- | ------- | ------- |
| 1       | 2       | 3       | 4       | 5       | 6       | 7       | 8       | 9       | 10      |
| TEI     | YPI     | YPI     | CAT     | YPI     | TEI     | TEI     | TEI     | TEI     | TEI     |

Rodadas na zona de classificação
1. Teixeira de Freitas – 7
2. Atlântico – 5
3. Ypiranga – 5
4. Catuense – 3

Rodadas na lanterna
1. Juazeiro – 8
2. Atlético de Alagoinhas – 1
3. Atlântico – 1

| Rodadas | Rodadas | Rodadas | Rodadas | Rodadas | Rodadas | Rodadas | Rodadas | Rodadas | Rodadas |
| ------- | ------- | ------- | ------- | ------- | ------- | ------- | ------- | ------- | ------- |
| 1       | 2       | 3       | 4       | 5       | 6       | 7       | 8       | 9       | 10      |
| ATC     | ATL     | JUA     | JUA     | JUA     | JUA     | JUA     | JUA     | JUA     | JUA     |